# Federação Porto-Riquenha de Futebol
A Federação Porto-Riquenha de Futebol (em castelhano:  Federación Puertorriqueña de Fútbol, ou FPF) é o orgão dirigente do futebol em Porto Rico, foi fundada em 1940 e tornou-se afiliada à FIFA em 1960, uma das últimas a fazê-lo no Hemisfério Ocidental. Ela é a responsável pela organização dos campeonatos disputados no país, incluindo a Seleção Nacional, o Campeonato Porto-riquenho de Futebol, a Liga Nacional de Futebol de Porto Rico, a Liga Profissional de Futebol de Porto Rico, bem como o Puerto Rico FC que disputa a North American Soccer League, que é equivalente a segunda divisão dos Estados Unidos.

## História
Devido ao seu estatuto único em relação aos Estados Unidos da América, a governo de futebol em Porto Rico tem sido diferente do formato tradicional. Em 14 de maio de 2008, a Federação anunciou a criação da Liga de Futebol de Porto Rico, a primeira liga unificada na história do futebol da ilha. Nos últimos anos, a Federação Porto-Riquenha de Futebol tem tentado melhorar o histórico de desempenho no futebol, que tem sido ajudado por clubes estabelecidos em todo o mundo.

## Presidentes
1. Paco Bueso
2. José Laureano Cantero
3. Cristo Manuel Romero Sánchez (1968–1969)
4. José M. Arsuaga
5. Dr. Roberto Monroig
6. Esteban Rodríguez Estrella (1982–1984)
7. Luis Russi Dilán (1994–2002)
8. Joe Serralta (2004–2010)
9. Eric Labrador (2011–)